# Isidoro González Urría
Isidoro González Urria (Fonzaleche, La Rioja, 1759- Santiago de Compostela, La Coruña, 1833) fue un abad y teólogo benedictino español, responsable de la reparación del monasterio de San Martín de Pinario de Santiago de Compostela tras de la Guerra de Independencia.

## Biografía
Debido a la influencia de los benedictinos en su localidad de origen, al igual que su hermano Martín profeso y abad del monasterio de Sopetrán, entró en la orden en el monasterio de San Martín de Pinario de Santiago de Compostela, primero como observante (1773) y ya de manera definitiva al año siguiente (1774).
Tras realizar sus estudios en el colegio del Monasterio de San Benito el Real de Valladolid, González Urria comenzó su recorrido dentro de la orden pasando por los monasterios de San Vicente de Salamanca y el de San Pedro de Eslonza de Santa Olaja de Eslonza (León), donde estuvo como pasante. Regresó a la capital charra para ser actuante (1781-1782), prosiguiendo su carrera como pasante de Artes en los colegios de Santa María la Real de Obona (Asturias) (1783-1785) y de San Salvador de Lérez de Pontevedra (1785-1789), de donde también fue lector (1789-1791), regente de estudios de Poyo (1791- 1793), lector del monasterio de Santiago de Compostela (1793-1797), de San Martín de Madrid (1797-1801) y segunda vez de Santiago (1801-1805), de donde fue dos veces abad (1801-1805, 1814- 1818), siendo entre ambos mandatos procurador general de la Congregación en Madrid para los asuntos de Roma (1805-1814).
En 1814 tuvo que afrontar la reparación de los destrozos tanto del monasterio de San Martín de Pinario de Santiago de Compostela, usado como cuartel de aproximadamente 2000 soldados en la Guerra de Independencia, como de los diferentes monasterios e iglesias benedictinas dependientes de su mando.
Las obras de reparación en el Monasterio de San Martín de Pinario de Santiago de Compostela consistieron en retejar todo el edificio y reparar el presbiterio, las rejas de la iglesia, los altares de San Benito y Santa Gertrudis, los libros de coro y el cimborrio. González Urría también compró un piano, misales, puertas y alacenas, además de encargar la realización de un retablo de Santa Catalina.
Las intervenciones encargadas por su persona en los monasterios e iglesias dependientes de San Martín de Pinario consistieron en la construcción de la iglesia de San Pedro de Afora (Santiago de Compostela) sobre las ruinas del antiguo monasterio, el encargo de retablos para las iglesias de los monasterios de San Pedro de Soandres (Laracha), de San Pedro de Vilanova de Dozón (Dozón), de Santa María de Mezonzo (Vilasantar), San Salvador (Cines) y San Julián de Grijalba (Sobrado). Además ordenó la reparación de la iglesia y casa de Baíña (Bayona), la custodia de Moraime (Mugía), la casa priorato de Cernadas (Valle del Dubra) y la iglesia de Dormeá (Boimorto). Finalmente, González Urría compró ornamentos paras las iglesias San Vicente de Vigo (Carral) y San Antolín (Toques).
Abandonando el puesto de abad, González Urría fue maestro en Teología, definidor juez (1818-1824) y maestro general de la Congregación en el Capítulo General de 1828. En palabras de Ángel Casimiro de Govantes, autor del Diccionario geográfico-histórico de España, era "un austero observador de la vida monástica".